# ECHL 2014/15
Die Saison 2014/15 war die 27. reguläre Saison der ECHL. Nach der Auflösung der Central Hockey League traten 28 Mannschaften an. Das punktbeste Team der regulären Saison waren die Toledo Walleye. Den Kelly Cup gewann allerdings der Liganeuling Allen Americans, der sich in der Finalserie gegen die South Carolina Stingrays mit 4:3-Siegen durchsetzte.

## Teamänderungen
Folgende Änderungen wurden vor Beginn der Saison vorgenommen:
- Die Las Vegas Wranglers zogen sich aus dem ECHL-Spielbetrieb zurück.[1]
- Die Indy Fuel wurden als Expansionsteam in die Liga aufgenommen.
- Am 7. Oktober 2014, zehn Tage vor Saisonbeginn wurde bekannt, dass nach der Auflösung der gleichklassigen Central Hockey League folgende Teams in die ECHL wechselten: Allen Americans, Brampton Beast, Missouri Mavericks, Quad City Mallards, Rapid City Rush, Tulsa Oilers und Wichita Thunder. Sie traten in der neugegründeten Central Division, Teil der Western Conference, an.[2]

## Franchises der Saison 2014/15
| Cincinnati |

| Evansville |

| Fort Wayne |

| Kalamazoo |

| Toledo |

| Wheeling |

| Indy |

| Elmira |

| Reading |

| Florida |

| Greenville |

| Gwinnett |

| Orlando |

| South Carolina |

| Brampton |

| Missouri |

| Quad City |

| Rapid City |

| Allen |

| Tulsa |

| Wichita |

| Alaska |

| Colorado |

| Idaho |

| Utah |

| Bakersfield |

| Ontario |

| Stockton |

| Pacific Division    |                           |                              |
| Alaska Aces         | Anchorage, Alaska         | Sullivan Arena               |
| Bakersfield Condors | Bakersfield, Kalifornien  | Rabobank Arena               |
| Colorado Eagles     | Loveland, Colorado        | Budweiser Events Center      |
| Idaho Steelheads    | Boise, Idaho              | CenturyLink Arena            |
| Ontario Reign       | Ontario, Kalifornien      | Citizens Business Bank Arena |
| Stockton Thunder    | Stockton, Kalifornien     | Stockton Arena               |
| Utah Grizzlies      | West Valley City, Utah    | Maverik Center               |
| Central Division    |                           |                              |
| Allen Americans     | Allen, Texas              | Allen Event Center           |
| Brampton Beast      | Brampton, Ontario, Kanada | Powerade Centre              |
| Missouri Mavericks  | Independence, Missouri    | Independence Events Center   |
| Quad City Mallards  | Moline, Illinois          | iWireless Center             |
| Rapid City Rush     | Rapid City, South Dakota  | Rushmore Plaza Civic Center  |
| Tulsa Oilers        | Tulsa, Oklahoma           | BOK Center                   |
| Wichita Thunder     | Wichita, Kansas           | Intrust Bank Arena           |

| North Division           |                                  |                                    |
| Cincinnati Cyclones      | Cincinnati, Ohio                 | US Bank Arena                      |
| Evansville IceMen        | Evansville, Indiana              | Ford Center                        |
| Fort Wayne Komets        | Fort Wayne, Indiana              | Allen County War Memorial Coliseum |
| Indy Fuel                | Indianapolis, Indiana            | Fairgrounds Coliseum               |
| Kalamazoo Wings          | Kalamazoo, Michigan              | Wings Stadium                      |
| Toledo Walleye           | Toledo, Ohio                     | Huntington Center                  |
| Wheeling Nailers         | Wheeling, West Virginia          | WesBanco Arena                     |
| East Division            |                                  |                                    |
| Elmira Jackals           | Elmira, New York                 | First Arena                        |
| Florida Everblades       | Estero, Florida                  | Germain Arena                      |
| Greenville Road Warriors | Greenville, South Carolina       | Bon Secours Wellness Arena         |
| Gwinnett Gladiators      | Duluth, Georgia                  | Arena at Gwinnett Center           |
| Orlando Solar Bears      | Orlando, Florida                 | Amway Center                       |
| Reading Royals           | Reading, Pennsylvania            | Santander Arena                    |
| South Carolina Stingrays | North Charleston, South Carolina | North Charleston Coliseum          |

## Reguläre Saison

### Abschlusstabellen
Abkürzungen: GP = Spiele, W = Siege, L = Niederlagen, OTL = Niederlage nach Overtime, SOL = Niederlage nach Shootout, GF = Erzielte Tore, GA = Gegentore, Pts = Punkte

Erläuterungen: In Klammern befindet sich die Platzierung innerhalb der Conference; Playoff-Qualifikation, Division-Sieger, Conference-Sieger

#### Eastern Conference
| North Division      | GP | W  | L  | OTL | SOL | GF  | GA  | Pts |
| ------------------- | -- | -- | -- | --- | --- | --- | --- | --- |
| Toledo Walleye      | 72 | 50 | 15 | 5   | 2   | 281 | 182 | 107 |
| Fort Wayne Komets   | 72 | 48 | 18 | 2   | 4   | 251 | 200 | 102 |
| Kalamazoo Wings     | 72 | 36 | 30 | 3   | 3   | 226 | 233 | 78  |
| Wheeling Nailers    | 72 | 37 | 33 | 1   | 1   | 210 | 213 | 76  |
| Cincinnati Cyclones | 72 | 31 | 30 | 2   | 9   | 195 | 212 | 73  |
| Indy Fuel           | 72 | 31 | 30 | 4   | 7   | 197 | 221 | 73  |
| Evansville IceMen   | 72 | 15 | 48 | 6   | 3   | 169 | 271 | 39  |

| East Division            | GP | W  | L  | OTL | SOL | GF  | GA  | Pts |
| ------------------------ | -- | -- | -- | --- | --- | --- | --- | --- |
| Florida Everblades       | 72 | 49 | 16 | 2   | 5   | 267 | 208 | 105 |
| South Carolina Stingrays | 72 | 45 | 20 | 1   | 6   | 224 | 163 | 97  |
| Reading Royals           | 72 | 45 | 21 | 4   | 2   | 259 | 210 | 96  |
| Orlando Solar Bears      | 72 | 37 | 25 | 6   | 4   | 236 | 215 | 84  |
| Greenville Road Warriors | 72 | 39 | 29 | 1   | 3   | 216 | 215 | 82  |
| Elmira Jackals           | 72 | 32 | 33 | 0   | 7   | 186 | 217 | 71  |
| Gwinnett Gladiators      | 72 | 20 | 45 | 3   | 4   | 174 | 263 | 47  |

#### Western Conference
| Central Division   | GP | W  | L  | OTL | SOL | GF  | GA  | Pts |
| ------------------ | -- | -- | -- | --- | --- | --- | --- | --- |
| Allen Americans    | 72 | 48 | 14 | 6   | 4   | 292 | 203 | 106 |
| Rapid City Rush    | 72 | 37 | 28 | 2   | 5   | 218 | 206 | 81  |
| Quad City Mallards | 72 | 37 | 28 | 4   | 3   | 205 | 186 | 81  |
| Tulsa Oilers       | 72 | 37 | 29 | 3   | 3   | 248 | 244 | 80  |
| Wichita Thunder    | 72 | 32 | 31 | 2   | 7   | 213 | 240 | 73  |
| Missouri Mavericks | 72 | 28 | 35 | 5   | 4   | 192 | 231 | 65  |
| Brampton Beast     | 72 | 23 | 46 | 3   | 0   | 181 | 298 | 49  |

| Pacific Division    | GP | W  | L  | OTL | SOL | GF  | GA  | Pts |
| ------------------- | -- | -- | -- | --- | --- | --- | --- | --- |
| Idaho Steelheads    | 72 | 48 | 18 | 2   | 4   | 258 | 187 | 102 |
| Ontario Reign       | 72 | 43 | 19 | 4   | 6   | 239 | 184 | 96  |
| Colorado Eagles     | 72 | 41 | 23 | 4   | 4   | 236 | 209 | 90  |
| Utah Grizzlies      | 72 | 37 | 27 | 5   | 3   | 213 | 219 | 82  |
| Alaska Aces         | 72 | 35 | 30 | 3   | 4   | 237 | 233 | 77  |
| Bakersfield Condors | 72 | 26 | 38 | 3   | 5   | 202 | 265 | 60  |
| Stockton Thunder    | 72 | 21 | 49 | 1   | 1   | 199 | 296 | 44  |

### Beste Scorer
Quelle: ECHL, Abkürzungen: Sp = Spiele, T = Tore, V = Assists, Pkt = Punkte, SM = Strafminuten, +/– = Plus/Minus; Fett:  Bestwert
| Nat.               | Spieler          | Team                                                 | Sp | T  | V  | Pkt | SM  | +/– |
| ------------------ | ---------------- | ---------------------------------------------------- | -- | -- | -- | --- | --- | --- |
| Vereinigte Staaten | Chad Costello    | Allen Americans                                      | 72 | 41 | 84 | 125 | 36  | +43 |
| Kanada             | Wade MacLeod     | Idaho Steelheads                                     | 72 | 38 | 42 | 80  | 94  | +23 |
| Kanada             | Jesse Schultz    | Rapid City Rush                                      | 70 | 34 | 43 | 77  | 65  | +6  |
| Kanada             | Brendan Connolly | Alaska Aces                                          | 62 | 31 | 46 | 77  | 112 | +15 |
| Vereinigte Staaten | Drew Fisher      | Tulsa Oilers                                         | 68 | 18 | 59 | 77  | 36  | +22 |
| Vereinigte Staaten | Jack Combs       | Allen Americans Stockton Thunder Cincinnati Cyclones | 47 | 31 | 45 | 76  | 47  | +23 |
| Vereinigte Staaten | Shawn Szydlowski | Fort Wayne Komets                                    | 57 | 38 | 36 | 74  | 50  | +34 |
| Vereinigte Staaten | Tyler Barnes     | Toledo Walleye                                       | 71 | 34 | 40 | 74  | 30  | +20 |
| Vereinigte Staaten | Gary Steffes     | Allen Americans                                      | 63 | 44 | 29 | 73  | 59  | +31 |
| Kanada             | Adam Brace       | Florida Everblades                                   | 71 | 35 | 37 | 72  | 40  | +29 |
| Kanada             | Brett Lyon1      | Allen Americans Brampton Beast                       | 66 | 6  | 12 | 18  | 311 | −29 |
| Vereinigte Staaten | Mike Little2     | Florida Everblades                                   | 63 | 13 | 41 | 54  | 14  | +46 |
| Vereinigte Staaten | Drew Daniels2    | Fort Wayne Komets                                    | 72 | 4  | 41 | 45  | 14  | +46 |

1 Zum Vergleich: Spieler mit den meisten Strafminuten

2 Zum Vergleich: Spieler mit dem besten Plus/Minus-Wert

### Beste Torhüter
(Torhüter, die mindestens 1440 Minuten absolvierten)
| Nat.               | Spieler        | Team                     | Sp | Min     | GT  | SO | GTS  | Sv%  |
| ------------------ | -------------- | ------------------------ | -- | ------- | --- | -- | ---- | ---- |
| Vereinigte Staaten | Jeff Jakaitis  | South Carolina Stingrays | 37 | 2176:00 | 71  | 7  | 1,96 | 92,4 |
| Vereinigte Staaten | Parker Milner  | Quad City Mallards       | 43 | 2497:00 | 95  | 2  | 2,28 | 92,0 |
| Vereinigte Staaten | Garret Sparks  | Orlando Solar Bears      | 36 | 1946:00 | 76  | 5  | 2,34 | 93,6 |
| Vereinigte Staaten | Jeff Lerg      | Toledo Walleye           | 45 | 2635:00 | 104 | 4  | 2,37 | 92,0 |
| Finnland           | Juho Olkinuora | Ontario Reign            | 43 | 2560:00 | 103 | 1  | 2,41 | 91,6 |

Quelle: ECHL, Abkürzungen:  Sp = Spiele, Min = Eiszeit (in Minuten), GT = Gegentore, SO = Shutouts, GTS = Gegentorschnitt, Sv% = gehaltene Schüsse (in %); Fett:  Bestwert

## Kelly-Cup-Playoffs

### Playoff-Baum
|  | Division-Halbfinale | Division-Halbfinale      | Division-Halbfinale      |                          |                          | Division-Finale | Division-Finale | Division-Finale |  |  | Conference-Finale | Conference-Finale | Conference-Finale |  |  | Kelly-Cup-Finale | Kelly-Cup-Finale | Kelly-Cup-Finale |
|  |                     |                          |                          |                          |                          |                 |                 |                 |  |  |                   |                   |                   |  |  |                  |                  |                  |
|  | N1                  | Toledo Walleye           | 4                        |                          |                          |                 |                 |                 |  |  |                   |                   |                   |  |  |                  |                  |                  |
|  | N4                  | Wheeling Nailers         | 3                        |                          |                          |                 |                 |                 |  |  |                   |                   |                   |  |  |                  |                  |                  |
|  | N4                  | Wheeling Nailers         | 3                        | N1                       | Toledo Walleye           | 4               |                 |                 |  |  |                   |                   |                   |  |  |                  |                  |                  |
|  |                     |                          |                          | N1                       | Toledo Walleye           | 4               |                 |                 |  |  |                   |                   |                   |  |  |                  |                  |                  |
|  |                     |                          | N2                       | Fort Wayne Komets        | 3                        |                 |                 |                 |  |  |                   |                   |                   |  |  |                  |                  |                  |
|  | N2                  | Fort Wayne Komets        | N2                       | Fort Wayne Komets        | 3                        | 4               |                 |                 |  |  |                   |                   |                   |  |  |                  |                  |                  |
|  | N2                  | Fort Wayne Komets        |                          |                          |                          | 4               |                 |                 |  |  |                   |                   |                   |  |  |                  |                  |                  |
|  | N3                  | Kalamazoo Wings          | 1                        |                          |                          |                 |                 |                 |  |  |                   |                   |                   |  |  |                  |                  |                  |
|  | N3                  | Kalamazoo Wings          | 1                        | N1                       | Toledo Walleye           | 3               |                 |                 |  |  |                   |                   |                   |  |  |                  |                  |                  |
|  |                     |                          |                          | N1                       | Toledo Walleye           | 3               |                 |                 |  |  |                   |                   |                   |  |  |                  |                  |                  |
|  |                     | E2                       | South Carolina Stingrays | 4                        |                          |                 |                 |                 |  |  |                   |                   |                   |  |  |                  |                  |                  |
|  | E1                  | E2                       | South Carolina Stingrays | 4                        | Florida Everblades       | 4               |                 |                 |  |  |                   |                   |                   |  |  |                  |                  |                  |
|  | E1                  |                          |                          |                          | Florida Everblades       | 4               |                 |                 |  |  |                   |                   |                   |  |  |                  |                  |                  |
|  | E4                  | Orlando Solar Bears      | 2                        |                          |                          |                 |                 |                 |  |  |                   |                   |                   |  |  |                  |                  |                  |
|  | E4                  | Orlando Solar Bears      | 2                        | E1                       | Florida Everblades       | 2               |                 |                 |  |  |                   |                   |                   |  |  |                  |                  |                  |
|  |                     |                          |                          | E1                       | Florida Everblades       | 2               |                 |                 |  |  |                   |                   |                   |  |  |                  |                  |                  |
|  |                     |                          | E2                       | South Carolina Stingrays | 4                        |                 |                 |                 |  |  |                   |                   |                   |  |  |                  |                  |                  |
|  | E2                  | South Carolina Stingrays | E2                       | South Carolina Stingrays | 4                        | 4               |                 |                 |  |  |                   |                   |                   |  |  |                  |                  |                  |
|  | E2                  | South Carolina Stingrays |                          |                          |                          |                 |                 |                 |  |  |                   |                   |                   |  |  |                  |                  |                  |
|  | E3                  | Reading Royals           | 3                        |                          |                          |                 |                 |                 |  |  |                   |                   |                   |  |  |                  |                  |                  |
|  | E3                  | Reading Royals           | 3                        | E2                       | South Carolina Stingrays | 3               |                 |                 |  |  |                   |                   |                   |  |  |                  |                  |                  |
|  |                     |                          |                          |                          |                          |                 |                 |                 |  |  |                   |                   |                   |  |  |                  |                  |                  |
|  |                     | C1                       | Allen Americans          | 4                        |                          |                 |                 |                 |  |  |                   |                   |                   |  |  |                  |                  |                  |
|  | C1                  | C1                       | Allen Americans          | 4                        | Allen Americans          | 4               |                 |                 |  |  |                   |                   |                   |  |  |                  |                  |                  |
|  | C1                  |                          |                          |                          | Allen Americans          | 4               |                 |                 |  |  |                   |                   |                   |  |  |                  |                  |                  |
|  | C4                  | Tulsa Oilers             | 1                        |                          |                          |                 |                 |                 |  |  |                   |                   |                   |  |  |                  |                  |                  |
|  | C4                  | Tulsa Oilers             | 1                        | C1                       | Allen Americans          | 4               |                 |                 |  |  |                   |                   |                   |  |  |                  |                  |                  |
|  |                     |                          |                          | C1                       | Allen Americans          | 4               |                 |                 |  |  |                   |                   |                   |  |  |                  |                  |                  |
|  |                     |                          | C2                       | Rapid City Rush          | 2                        |                 |                 |                 |  |  |                   |                   |                   |  |  |                  |                  |                  |
|  | C2                  | Rapid City Rush          | C2                       | Rapid City Rush          | 2                        | 4               |                 |                 |  |  |                   |                   |                   |  |  |                  |                  |                  |
|  | C2                  | Rapid City Rush          |                          |                          |                          | 4               |                 |                 |  |  |                   |                   |                   |  |  |                  |                  |                  |
|  | C3                  | Quad City Mallards       | 3                        |                          |                          |                 |                 |                 |  |  |                   |                   |                   |  |  |                  |                  |                  |
|  | C3                  | Quad City Mallards       | 3                        | C1                       | Allen Americans          | 4               |                 |                 |  |  |                   |                   |                   |  |  |                  |                  |                  |
|  |                     |                          |                          | C1                       | Allen Americans          | 4               |                 |                 |  |  |                   |                   |                   |  |  |                  |                  |                  |
|  |                     | P2                       | Ontario Reign            | 3                        |                          |                 |                 |                 |  |  |                   |                   |                   |  |  |                  |                  |                  |
|  | P1                  | P2                       | Ontario Reign            | 3                        | Idaho Steelheads         | 2               |                 |                 |  |  |                   |                   |                   |  |  |                  |                  |                  |
|  | P1                  |                          |                          |                          |                          |                 |                 |                 |  |  |                   |                   |                   |  |  |                  |                  |                  |
|  | P4                  | Utah Grizzlies           | 4                        |                          |                          |                 |                 |                 |  |  |                   |                   |                   |  |  |                  |                  |                  |
|  | P4                  | Utah Grizzlies           | 4                        | P4                       | Utah Grizzlies           | 1               |                 |                 |  |  |                   |                   |                   |  |  |                  |                  |                  |
|  |                     |                          |                          | P4                       | Utah Grizzlies           | 1               |                 |                 |  |  |                   |                   |                   |  |  |                  |                  |                  |
|  |                     |                          | P2                       | Ontario Reign            | 4                        |                 |                 |                 |  |  |                   |                   |                   |  |  |                  |                  |                  |
|  | P2                  | Ontario Reign            | P2                       | Ontario Reign            | 4                        | 4               |                 |                 |  |  |                   |                   |                   |  |  |                  |                  |                  |
|  | P2                  | Ontario Reign            |                          |                          |                          |                 |                 |                 |  |  |                   |                   |                   |  |  |                  |                  |                  |
|  | P3                  | Colorado Eagles          | 3                        |                          |                          |                 |                 |                 |  |  |                   |                   |                   |  |  |                  |                  |                  |

### Conference Finals
| Toledo Walleye (N1) vs. South Carolina Stingrays (E2) | Toledo Walleye (N1) vs. South Carolina Stingrays (E2) | Toledo Walleye (N1) vs. South Carolina Stingrays (E2) | Toledo Walleye (N1) vs. South Carolina Stingrays (E2) | Toledo Walleye (N1) vs. South Carolina Stingrays (E2) | Toledo Walleye (N1) vs. South Carolina Stingrays (E2) | Toledo Walleye (N1) vs. South Carolina Stingrays (E2) |
| Datum                                                 | Heimteam                                              | Heimteam                                              | Auswärtsteam                                          | Auswärtsteam                                          | Bem.                                                  |                                                       |
| ----------------------------------------------------- | ----------------------------------------------------- | ----------------------------------------------------- | ----------------------------------------------------- | ----------------------------------------------------- | ----------------------------------------------------- | ----------------------------------------------------- |
| 15. Mai                                               | Toledo                                                | 1                                                     | 2                                                     | South Carolina                                        |                                                       |                                                       |
| 16. Mai                                               | Toledo                                                | 3                                                     | 4                                                     | South Carolina                                        |                                                       |                                                       |
| 20. Mai                                               | South Carolina                                        | 6                                                     | 5                                                     | Toledo                                                | OT                                                    |                                                       |
| 22. Mai                                               | South Carolina                                        | 4                                                     | 5                                                     | Toledo                                                |                                                       |                                                       |
| 23. Mai                                               | South Carolina                                        | 4                                                     | 5                                                     | Toledo                                                | OT                                                    |                                                       |
| 26. Mai                                               | Toledo                                                | 5                                                     | 4                                                     | South Carolina                                        | OT                                                    |                                                       |
| 27. Mai                                               | Toledo                                                | 0                                                     | 1                                                     | South Carolina                                        | 3OT                                                   |                                                       |
| South Carolina gewinnt die Serie mit 4:3.             |                                                       |                                                       |                                                       |                                                       |                                                       |                                                       |

| Allen Americans (C1) vs. Ontario Reign (P2) | Allen Americans (C1) vs. Ontario Reign (P2) | Allen Americans (C1) vs. Ontario Reign (P2) | Allen Americans (C1) vs. Ontario Reign (P2) | Allen Americans (C1) vs. Ontario Reign (P2) | Allen Americans (C1) vs. Ontario Reign (P2) | Allen Americans (C1) vs. Ontario Reign (P2) |
| Datum                                       | Heimteam                                    | Heimteam                                    | Auswärtsteam                                | Auswärtsteam                                | Bem.                                        |                                             |
| ------------------------------------------- | ------------------------------------------- | ------------------------------------------- | ------------------------------------------- | ------------------------------------------- | ------------------------------------------- | ------------------------------------------- |
| 17. Mai                                     | Allen                                       | 8                                           | 2                                           | Ontario                                     |                                             |                                             |
| 18. Mai                                     | Allen                                       | 0                                           | 3                                           | Ontario                                     |                                             |                                             |
| 21. Mai                                     | Ontario                                     | 4                                           | 1                                           | Allen                                       |                                             |                                             |
| 23. Mai                                     | Ontario                                     | 5                                           | 0                                           | Allen                                       |                                             |                                             |
| 24. Mai                                     | Ontario                                     | 2                                           | 6                                           | Allen                                       |                                             |                                             |
| 26. Mai                                     | Allen                                       | 2                                           | 1                                           | Ontario                                     |                                             |                                             |
| 27. Mai                                     | Allen                                       | 3                                           | 1                                           | South Carolina                              |                                             |                                             |
| Allen gewinnt die Serie mit 4:3.            |                                             |                                             |                                             |                                             |                                             |                                             |

### Kelly Cup Finals
| 31. Mai 2015 | Allen Americans Tr. Ludwig (0:58) G. Steffes (34:23) S. Asuchak (41:43) | 3:4 (1:3, 1:0, 1:1) Spielbericht | South Carolina Stingrays A. Rowe (3:45) W. Simpson (6:19) W. Simpson (10:50) S. Dolan (51:30) | Allen Event Center, Allen Zuschauer: 4.047 |

| 2. Juni 2015 | Allen Americans D. Stevenson (6:04) G. Steffes (31:17) G. Steffes (39:43) S. Asuchak (44:43) K. Abeltshauser (59:46) | 5:2 (1:0, 2:0, 2:2) Spielbericht | South Carolina Stingrays S. Ford (41:48) S. Dolan (49:40) | Allen Event Center, Allen Zuschauer: 3.804 |

| 3. Juni 2015 | Allen Americans C. Crane (47:33) | 1:4 (0:0, 0:1, 1:3) Spielbericht | South Carolina Stingrays M. Čajkovský (29:02) A. Rowe (45:16) A. Rowe (56:50) W. Simpson (58:07) | Allen Event Center, Allen Zuschauer: 3.604 |

| 7. Juni 2015 | South Carolina Stingrays D. DeBlois (9:02) C. Herbert (31:49) | 2:3 n. V. (1:2, 1:0, 0:0, 0:0, 0:1) Spielbericht | Allen Americans D. Stevenson (6:15) G. Hanson (6:44) V. Arseneau (88:49) | North Charleston Coliseum, North Charleston Zuschauer: 7.058 |

| 9. Juni 2015 | South Carolina Stingrays P. Gaul (8:17) W. Simpson (56:05) | 2:3 n. V. (1:0, 0:1, 1:1, 0:1) Spielbericht | Allen Americans J. Schaafsma (29:09) C. Crane (43:01) G. Hanson (65:25) | North Charleston Coliseum, North Charleston Zuschauer: 4.184 |

| 10. Juni 2015 | South Carolina Stingrays M. Perrier (8:59) J. Devin (31:47) F. Simonelli (34:12) J. Devin (58:15) | 4:1 (1:0, 2:0, 1:1) Spielbericht | Allen Americans V. Arseneau (44:07) | North Charleston Coliseum, North Charleston Zuschauer: 4.078 |

| 14. Juni 2015 | Allen Americans C. Costello (10:31) V. Arseneau (11:47) C. Costello (23:16) G. Steffes (26:21) C. Crane (39:52) V. Arseneau (48:51) | 6:1 (2:0, 3:0, 1:1) Spielbericht Stand: 4:3 | South Carolina Stingrays A. Rowe (51:25) | Allen Event Center, Allen Zuschauer: 6.125 |

### Beste Scorer
Quelle: ECHL, Abkürzungen: Sp = Spiele, T = Tore, V = Assists, Pkt = Punkte, +/– = Plus/Minus, SM = Strafminuten; Fett:  Bestwert
| Nat.               | Spieler          | Team                     | Sp | T  | V  | Pkt | +/– | SM |
| ------------------ | ---------------- | ------------------------ | -- | -- | -- | --- | --- | -- |
| Vereinigte Staaten | Wayne Simpson    | South Carolina Stingrays | 27 | 13 | 25 | 38  | +20 | 8  |
| Vereinigte Staaten | Andrew Rowe      | South Carolina Stingrays | 27 | 15 | 19 | 34  | +14 | 14 |
| Schweden           | Greger Hanson    | Allen Americans          | 25 | 12 | 17 | 29  | +10 | 14 |
| Vereinigte Staaten | Derek DeBlois    | South Carolina Stingrays | 27 | 11 | 18 | 29  | +18 | 23 |
| Vereinigte Staaten | Chad Costello    | Allen Americans          | 25 | 9  | 19 | 28  | −1  | 12 |
| Vereinigte Staaten | Shane Berschbach | Toledo Walleye           | 21 | 8  | 17 | 25  | +5  | 2  |
| Kanada             | Troy Schwab      | Toledo Walleye           | 21 | 8  | 14 | 22  | +6  | 21 |
| Kanada             | Spencer Asuchak  | Allen Americans          | 25 | 11 | 10 | 21  | +2  | 53 |
| Kanada             | Garry Nunn       | Ontario Reign            | 19 | 9  | 12 | 21  | +12 | 17 |
| Vereinigte Staaten | Chris Crane      | Allen Americans          | 25 | 10 | 10 | 20  | +17 | 20 |
| Vereinigte Staaten | Drew MacKenzie   | South Carolina Stingrays | 27 | 3  | 17 | 20  | −1  | 16 |

### Kelly-Cup-Sieger
| Kelly-Cup-Sieger Allen Americans | Torhüter: Riley Gill, Joel Rumpel Verteidiger: Konrad Abeltshauser, Justin Baker, Garrett Clarke, Nolan Descoteaux, Kyle Follmer, Aaron Gens, Trevor Ludwig, Tyler Ludwig, Kevin Young Angreifer: Vincent Arseneau, Spencer Asuchak, Chad Costello, Chris Crane, Greger Hanson, Jamie Schaafsma, Ian Schultz, Rylan Schwartz, Gary Steffes, Dyson Stevenson, Patrik Valčák Cheftrainer: Steve Martinson Assistenztrainer: Erik Adams |

## Vergebene Trophäen
| Auszeichnung                                                                   | Spieler                  | Team                                 |
| ------------------------------------------------------------------------------ | ------------------------ | ------------------------------------ |
| John Brophy Award Bester Trainer                                               | Derek Lalonde            | Toledo Walleye                       |
| ECHL Most Valuable Player Bester Spieler der regulären Saison                  | Jeff Jakaitis            | South Carolina Stingrays             |
| Kelly Cup Playoffs Most Valuable Player Bester Spieler der Playoffs            | Greger Hanson            | Allen Americans                      |
| ECHL Rookie of the Year Bester Rookie der regulären Saison                     | Tyler Barnes             | Toledo Walleye                       |
| ECHL Goaltender of the Year Bester Torwart der regulären Saison                | Jeff Jakaitis            | South Carolina Stingrays             |
| ECHL Defenseman of the Year Bester Verteidiger der regulären Saison            | Mike Little              | Florida Everblades                   |
| ECHL Leading Scorer Bester Scorer der regulären Saison                         | Chad Costello            | Allen Americans                      |
| ECHL Plus Performer Award Spieler mit der besten Plus/Minus-Bilanz             | Drew Daniels Mike Little | Fort Wayne Komets Florida Everblades |
| ECHL Sportsmanship Award Hoher sportlicher Standard und vorbildliches Benehmen | Chad Costello            | Allen Americans                      |
| Kelly Cup Gewinner der ECHL-Playoffs                                           | Allen Americans          | Allen Americans                      |
| Henry Brabham Cup Bestes Team der regulären Saison                             | Toledo Walleye           | Toledo Walleye                       |
| E. A. „Bud“ Gingher Memorial Trophy Bestes Team der Eastern Conference         | South Carolina Stingrays | South Carolina Stingrays             |
| Bruce Taylor Trophy Bestes Team der Western Conference                         | Allen Americans          | Allen Americans                      |

### All-Star-Teams
| First All-Star Team | First All-Star Team                             |
| ------------------- | ----------------------------------------------- |
| Angriff:            | Chad Costello − Wade MacLeod − Shawn Szydlowski |
| Verteidigung:       | Matt Register − Mike Little                     |
| Tor:                | Jeff Jakaitis                                   |

| Second All-Star Team | Second All-Star Team                         |
| -------------------- | -------------------------------------------- |
| Angriff:             | Adam Brace − Brendan Connolly − Gary Steffes |
| Verteidigung:        | Aaron Gens − Cameron Burt                    |
| Tor:                 | Jeff Lerg                                    |

| All-Rookie Team | All-Rookie Team                        |
| --------------- | -------------------------------------- |
| Angriff:        | Derek Army − Tyler Barnes − Jason Bast |
| Verteidigung:   | Steven Shamanski − Justin Baker        |
| Tor:            | Roman Will                             |